# Aeroportul Beverley Springs
Aeroportul Beverley Springs (IATA: BVZ, ICAO: YBYS) este un aeroport din Australia de Vest, Australia.
Situat la o altitudine de 394 m, aeroportul dispune de o singură pistă.